# Enrico Golinucci
Enrico Golinucci (* 16. Juli 1991 in San Marino) ist ein san-marinesischer Fußballspieler auf der Position des Zentralen Mittelfelds. Er ist aktuell für SS Folgore/Falciano und die san-marinesische Fußballnationalmannschaft aktiv.

## Karriere

### Verein
Golinucci begann seine Karriere bei Real Marecchia in der unterklassigen Prima Categoria Provinciale in Italien. 2011 wechselte er zum FC Domagnano, in die einzige Liga des Heimatlandes, der Campionato Sammarinese di Calcio. Für diesen war er bis zur Saison 2012/13 in 33 Meisterschaftsspielen im Einsatz, ein Titel konnte er in dieser Zeit jedoch nicht gewinnen. Nach seinem Wechsel zum Ligakonkurrenten AC Libertas entwickelte er sich zum Stammspieler und gewann 2014 mit den Coppa Titano und der Supercoppa 2014 seine ersten Vereinstitel. Im Juli 2021 wechselte Golinucci innerhalb der Liga zum SS Folgore/Falciano nach Serravalle.

### Nationalmannschaft
Golinucci gab am 15. November 2014 beim 0:0 gegen Estland im Rahmen der Qualifikation zur Fußball-Europameisterschaft 2016 sein Debüt für die san-marinesische Fußballnationalmannschaft, nachdem er bereits deren verschiedene U-Mannschaften durchlief. Er nahm an Qualifikationsspielen zur Fußball-Weltmeisterschaft (2018, 2022), der Europameisterschaft (2016, 2020) und der UEFA Nations League (2018/19, 2020/21, 2022/23) teil, konnte jedoch bisher keine nennenswerten Erfolge erzielen. Seinen bisher letzten Einsatz absolvierte er am 20. November 2022 im Freundschaftsspiel gegen die Auswahl des karibischen Inselstaates St. Lucia.

### Erfolge
Verein
- San-marinesischer Pokalsieger: 2014
- San-marinesischer Supercup: 2014